# Christopher Makos
Christopher Makos (Lowell, 1948) è un fotografo e artista statunitense.
Dopo aver fatto apprendistato dal leggendario Man Ray a Parigi e collaborato con Andy Warhol, che gli mostrò come usare la sua prima fotocamera.  Mostrò a Warhol i lavori di Jean-Michel Basquiat e Keith Haring.  Le opere di Makos sono presenti nelle collezioni permanenti di più di 100 musei e grandi collezioni private, incluse quelle di Malcolm Forbes, Pedro Almodóvar e Gianni Versace.
Le sue fotografie di Warhol, Haring, e Tennessee Williams sono state battute all'asta da Sotheby's. Warhol disse che Makos è il "più moderno fotografo d'America".